# Paola Picotti

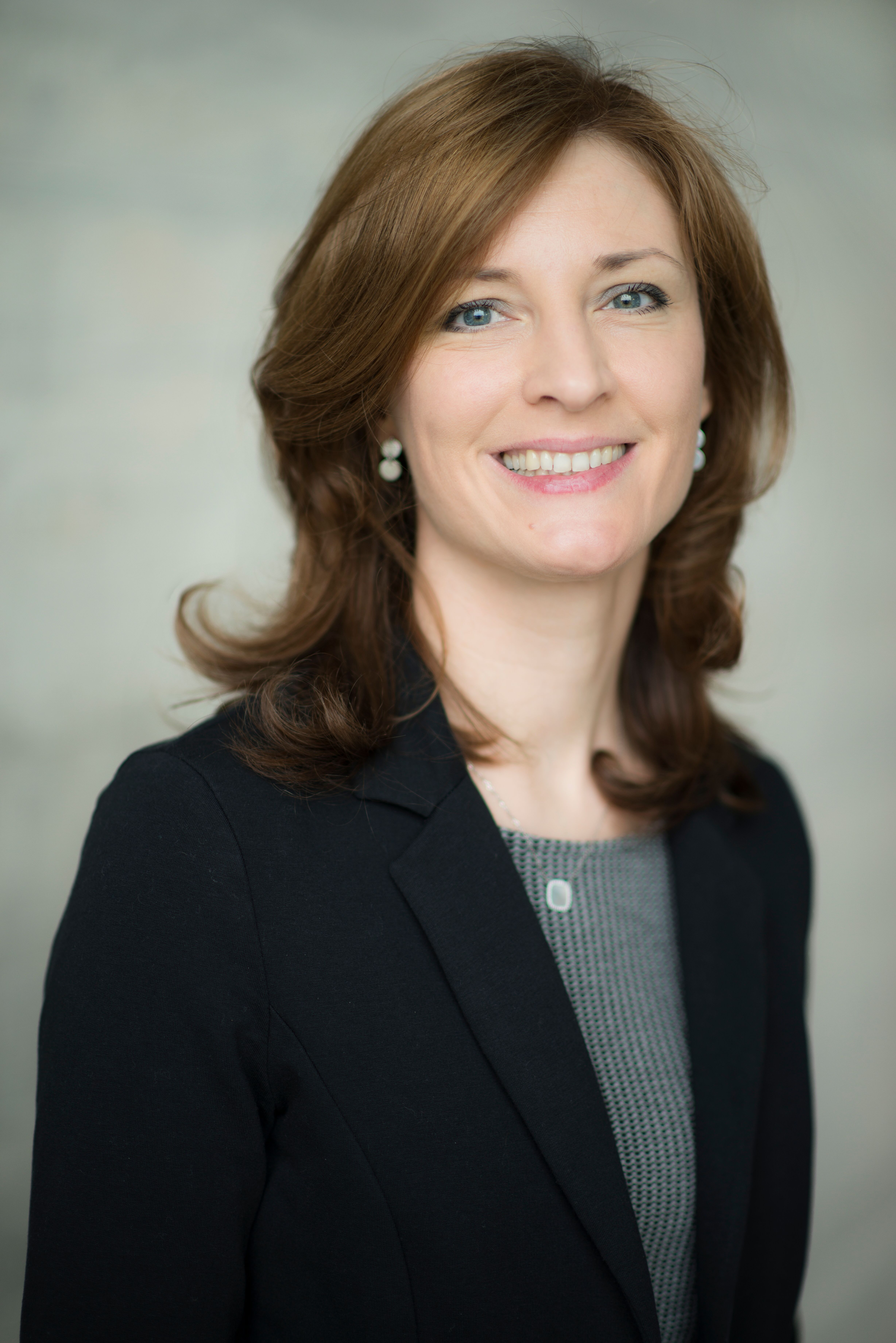
Paola Picotti (2023)

Paola Picotti (* 16. Februar 1977 in Udine, Italien) ist eine italienische Biochemikerin. Sie ist Professorin für Molekulare Systembiologie am Institut für Molekulare Systembiologie an der ETH Zürich. Sie untersucht mittels Massenspektrometrie den Einfluss von Konformationsänderungen von Proteinen auf zelluläre Netzwerke. Sie wurde 2020 mit dem Rössler-Preis der ETH Zürich und 2019 mit der EMBO (European Molecular Biology Organization)-Goldmedaille ausgezeichnet.

## Persönliches
Paola Picotti wuchs als Tochter einer Mathematiklehrerin und eines Angestellten in einem Elektronikunternehmen in Udine, Italien auf. Heute lebt sie in Zürich. Paola Picotti ist verheiratet und Mutter zweier Söhne.

## Ausbildung und Karriere
Paola Picotti schloss 2001 ihr Masterstudium in Pharmazeutischer Chemie und Technologie an der Universität Padua, Italien, mit summa cum laude ab. Sie promovierte 2006 in Biotechnologie bei Angelo Fontana an der Universität Padua, Italien. Von 2007 bis 2010 arbeitete sie als Postdoktorandin in der Gruppe von Ruedi Aebersold am Institut für Molekulare Systembiologie der ETH Zürich. Aufgrund ihrer herausragenden Forschungsleistungen wurde sie 2011 zur Assistenzprofessorin für Protein-Netzwerkbiologie am selben Institut befördert. Im Jahr 2017 erhielt sie eine Professur (Tenure Track) für Molekulare Systembiologie an der ETH Zürich. Im Jahr 2021 erhielt sie eine Gastprofessur an der Universität Köln, Deutschland.

## Forschung
Paola Picotti und ihre Gruppe untersuchen, wie Konformationsänderungen von Proteinen zelluläre Netzwerke beeinflussen, sowohl in der normalen Physiologie als auch bei Krankheiten. Ihr Labor hat neue Methoden in der Massenspektrometrie entwickelt, um Veränderungen in der Struktur und Funktion von Proteinen auf der Ebene der Proteome in biologischen Proben wie Zellen oder Geweben zu beobachten. Diese Methoden werden insbesondere eingesetzt, um die Auswirkungen der Proteinaggregation bei neurodegenerativen Erkrankungen wie Parkinson zu untersuchen.
Paula Picotti ist Autorin von mehr als 80 Publikationen (Stand 2023), von denen viele in renommierten Fachzeitschriften erschienen sind und in der wissenschaftlichen Gemeinschaft häufig zitiert werden. Seit 2022 ist Paola Picotti Mitglied der European Molecular Biology Organization (EMBO).

## Auszeichnungen
Paola Picotti hat zwei ERC Grants erhalten, die im Rahmen der europäischen Forschungsprogramme Horizon 2020 und Horizon Europe vergeben werden. Ihren ERC Starting Grant erhielt sie 2014 und ihren ERC Consolidator Grant 2019.
Auswahl einiger wissenschaftlicher Auszeichnungen:
- 2007 Marie Curie Grant
- 2011 Forschungsprofessur, Schweizerischer Nationalfonds (SNF), Schweiz
- 2012 Latsis-Preis, ETH, Zürich, Schweiz
- 2014 “Top 40 under 40” Power List, The Analytical Scientist
- 2016 Young Investigator Award, European Molecular Biology Organization (EMBO)
- 2016 Award for outstanding independent research in the field of mass spectrometry, Schweizerische Gruppe für Massenspektrometrie, Schweiz
- 2016 Robert J. Cotter Award, American Human Proteome Organization, USA
- 2018 Friedrich‐Miescher‐Preis, Life Sciences Switzerland, Schweiz
- 2018 Juan Pablo Albar Protein Pioneer Award, European Proteomics Association (EuPA)
- 2019 EMBO-Goldmedaille
- 2020 Rössler‐Preis, ETH Zürich, Zürich, Schweiz[8]
- 2020 Aufnahme als Mitglied der Sektion Genetik/Molekularbiologie und Zellbiologie in die Nationale Akademie der Wissenschaften Leopoldina
- 2021 Gewinnerin Life Sciences Falling Walls Wettbewerb, Falling Walls Foundation, Berlin
- 2021 Discovery in proteomics award, Human Proteome Organization (HUPO)
- 2022 Mitglied der EMBO[9]